# Roger Wylde
Roger Wylde est un artiste anicinabe multidisciplinaire originaire de la Première Nation Abitibiwinni de Pikogan.

## Biographie
Il parle français, anglais et algonquin-anicinabe.
On peut comprendre que c’est déjà jeune qu’il commence à s’intéresser aux arts, comme l’art plastique qu’il faisait à l’école primaire.
Plus tard, il se joint à différentes troupes de théâtre, comme celle du théâtre d’Odinnok, qui l’apportera à voyager au Québec, et en Europe.
De 2001 à 2003, il a étudié le théâtre à l'Université Concordia à Montréal.
Roger Wylde est le vice-président et cofondateur de l'organisation Minwashin.

## Disciplines artistiques
Roger Wylde est un artiste multidisciplinaire qui œuvre dans plusieurs champs de l'art. Il fait du théâtre, de la musique, il peint, il enseigne l'artisanat traditionnel puis il a aussi participé à la réalisation de films. Roger Wylde est aussi figurant et acteur. On peut notamment le voir dans les films Black Robe (1991) et L'automne sauvage (1992).

## L'influence de la culture autochtone dans l'art
La culture autochtone et ses valeurs influencent grandement l'art de Roger Wylde. Il partage notamment l'idée que pour se connaitre soi-même, c'est important de connaitre ses origines. Son art est pour lui une porte sur la connaissance de la culture, qui pour Roger Wylde est importante de partager, surtout à la nouvelle génération.
« Dans tout projet, même s’il m’arrive de ne pas savoir où je m’en vais, je plonge. Il ne faut pas avoir peur de l’inconnu. Qu’on réussisse ou non, on en retire une expérience valorisante. Je me fie beaucoup à mes valeurs en tant qu’Anicinabe, en tant que transmetteur de connaissances. »